# En vivo 1993 Argentina
En vivo 1993 Argentina es el primer álbum en vivo de la banda argentina de thrash metal Hermética, publicado por el sello discográfico Radio Trípoli. 
El concierto tuvo lugar el 15 de mayo de 1993 en el recinto Stadium, en Buenos Aires. 
El show también fue filmado y posteriormente editado bajo el mismo título en formato VHS.

## Detalles
La actuación se concretó con capacidad colmada, siendo la primera vez que la banda era cabeza de cartel en un lugar de grandes dimensiones.
«Sepulcro civil» se ejecutó con la introducción de la canción «Masa anestesiada»; Ambos temas pertenecen a Hermética, álbum debut de la banda.
Dentro del repertorio se incluyó «Ideando la fuga», canción de V8, el grupo anterior de Ricardo Iorio, perteneciente al álbum Un paso más en la batalla. 
Cabe aclarar que la banda ya lo había versionado y grabado con anterioridad en estudio, en el EP Intérpretes, de 1990.
«Si se calla el cantor», versionada en el show, es una canción de Horacio Guarany. 
Tras la separación de Hermética, este cover pasó a formar parte del repertorio habitual de Malón, grupo que formarían Claudio O'Connor, Claudio Strunz y Antonio Romano junto con Karlos Cuadrado.

## Lista de canciones
| N.º   | Título                                    | Escritor(es)                                                    | Duración |  |
| 1.    | «Evitando el ablande»                     | Antonio Romano, Ricardo Iorio                                   | 3:30     |  |
| 2.    | «Deja de robar»                           | Ricardo Iorio, Antonio Romano                                   | 3:05     |  |
| 3.    | «Predicción»                              | Antonio Romano, Ricardo Iorio                                   | 3:51     |  |
| 4.    | «Atravesando todo límite»                 | Ricardo Iorio, Ana Mourín                                       | 4:04     |  |
| 5.    | «Sepulcro civil»                          | Ricardo Iorio, Antonio Romano                                   | 4:10     |  |
| 6.    | «Ideando la fuga» (V8)                    | Ricardo Iorio, Osvaldo Civile, Alberto Zamarbide, Gustavo Rowek | 3:12     |  |
| 7.    | «Desde el oeste»                          | Ricardo Iorio                                                   | 2:50     |  |
| 8.    | «Cráneo candente»                         | Ricardo Iorio, Antonio Romano                                   | 4:16     |  |
| 9.    | «Memoria de siglos»                       | Ricardo Iorio                                                   | 6:07     |  |
| 10.   | «Para que no caigas»                      | Ricardo Iorio                                                   | 3:18     |  |
| 11.   | «Del camionero»                           | Ricardo Iorio                                                   | 4:49     |  |
| 12.   | «Tú eres su seguridad»                    | Ricardo Iorio                                                   | 4:54     |  |
| 13.   | «Si se calla el cantor» (Horacio Guarany) | Horacio Guarany                                                 | 2:48     |  |
| 51:03 |                                           |                                                                 |          |  |

## Créditos
- Ricardo Iorio - Bajo y coros. Voz líder en temas 7 y 11.
- Antonio "Tano" Romano - Guitarra
- Claudio O'Connor - Voz líder
- Claudio Strunz - Batería

Técnica
- Iluminación del show - Pepe Aráoz
- Operador de sonido - Amilcar Gilabert
- Seguridad de escenario - Pichin
- Asistentes de escenario - Ezequiel Samperi, Luis Oliva y Gerardo Luis D'Ambra
- Mezclado en Estudios del Abasto por Hermética
- Técnico de mezcla - Gonzalo Villagra
- Mánager personal - Marcelo Caputo y Eduardo Christiani
- Prensado en Laser Disc Argentina
- Fotografía - Andrés Violante
- Diseño gráfico Hermética y Gonzalo M. Gil
- Foto público - Chuchu
- Productor ejecutivo - Sergio "Chuchu" Fasanelli, Walter Kolm